# 图尔古特·厄扎尔
哈利勒·图尔古特·厄扎尔（Halil Turgut Özal，1927年10月13日—1993年4月17日），土耳其政治领袖，曾任土耳其总理及总统。

## 政治生涯
厄扎尔生于马拉蒂亚省，大學畢業後曾經在美國攻讀工程。他長期在政府機關工作，並曾經擔任土耳其總理苏莱曼·德米雷尔的助理。
在1980年軍事政變後，政變領袖任命其為內閣成員，並於1980年9月至1982年7月任副总理兼外交部长，1983年5月组建祖国党，并任主席。同年12月任政府总理。他於1983年及1987年的兩次大選中領導祖國黨勝出。1989年11月，獲大國民議會选为土耳其第八任总統。
厄扎尔任上最重要的举措，是开启经济自由化改革，推动企业私有化改革。厄扎尔改革放宽直接投资门槛，改革固定汇率制为浮动汇率制，较快开放国际资本流动和汇兑限制，并于20世纪80年代末、90年代初实现完全可自由兑换。新自由主义经济理念曾经将土耳其从经济危机中拉出，并为较长时期的经济繁荣奠定了制度框架和基础。但是土耳其在国内工业制造业相对薄弱的阶段加快开放，一方面，资金流入金融、房地产和旅游等其他行业，加剧了土耳其国内产业发展的不平衡性，推升了经济结构的不合理性，另一方面，形成较大货物贸易逆差。经济自由化改革使土耳其经济对国际资本高度依赖，其具有强烈的波动性和高度的脆弱性特征，同时由于制度内化和内外互动的制约，国家对经济的掌控能力不可避免地下降，遇到危机时政府往往无从着手。。
在此過程中，新產生了許多中產階級，這些中產階級多半是安納托利亞半島上的穆斯林，因此也有人批評他劫掠傳統以伊斯坦布尔為根據地的資產階級的利益來培養他的支持者。
蘇聯解體後，厄扎尔一直與北約維持關係，也試圖加強土耳其跟中亞突厥語系國家的聯繫，並規劃建立一個類似歐盟的突厥共同體。
他在1993年總統任內死於心臟病，其家人懷疑他是被暗殺，但之後的化驗結果卻未能證實。

## 資料來源
1. ↑  .   [2021-09-25]. （原始内容存档于2021-09-25）.
2. ↑  杨璐. . 中国外汇. 2021, (07): 74.
3. ↑  邹志强. . 阿拉伯研究. 2018, (01): 03–16.
4. ↑  Soncan, Emre; Çelen, Nergihan. . Today's Zaman. 2007-04-18  [2008-08-14]. （原始内容存档于2007-12-28）.
5. ↑  . 中新網. 2012-12-10  [2017-02-16]. （原始内容存档于2017-02-16）.